# Peter Glenville
Peter Glenville, vero nome Peter Patrick Brabason Browne (Hampstead, 28 ottobre 1913 – New York, 3 giugno 1996), è stato un regista e attore britannico.

## Filmografia parziale

### Regista
- Il prigioniero (The Prisoner) (1957)
- Io e il colonnello (Me and the Colonel) (1958)
- Estate e fumo (Summer and Smoke) (1961)
- L'anno crudele (Term of Trial) (1962)
- Becket e il suo re (Becket) (1964)
- Hotel Paradiso (1966)
- I commedianti (The Comedians) (1967)

### Attore
- Ragazze perdute (Good-Time Girl), regia di David MacDonald (1948)

## Teatro
- Romeo and Juliet di William Shakespeare - regia (Broadway, 10 marzo 1951)